# Nereu Ramos
Nereu de Oliveira Ramos GCC (Lages, 3 de setembro de 1888 – São José dos Pinhais, 16 de junho de 1958) foi um advogado e político brasileiro.
Foi o 12.º Vice-presidente do Brasil, eleito pelo Congresso Nacional, de 1946 a 1951, e, posteriormente, o 20.º presidente da República durante dois meses e 21 dias, de 11 de novembro de 1955 a 31 de janeiro de 1956.
Foi o único catarinense que presidiu o Brasil e o último Presidente a nascer antes da Proclamação da República do Brasil.

## Vida
Filho de Vidal Ramos, governador de Santa Catarina, de 1910 a 1914, formou-se pela Faculdade de Direito de São Paulo, em 1909.
Foi fundador e participou ativamente do Rotary Club de Florianópolis, SC, em 1939.

## Carreira

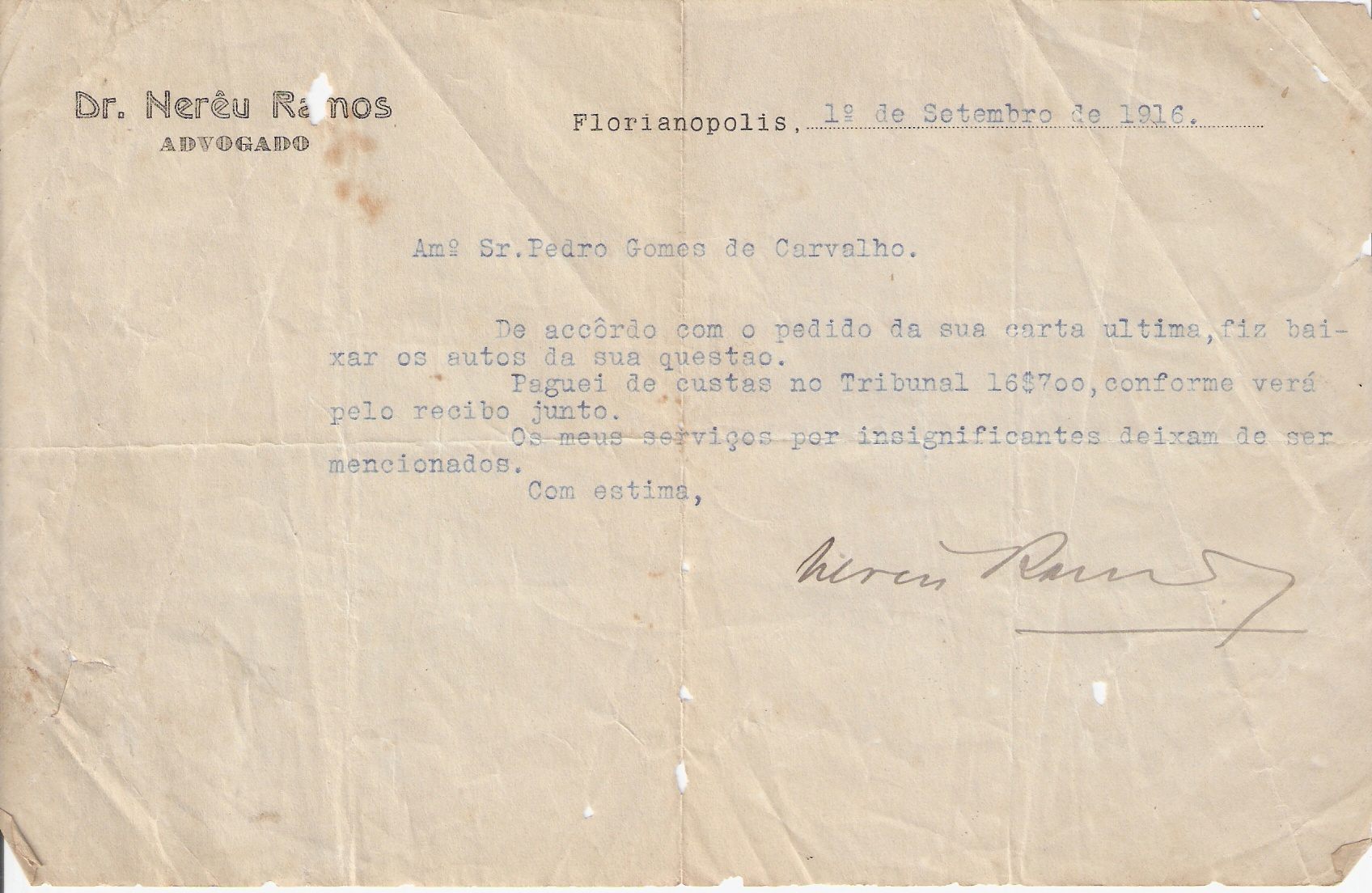
Correspondência do advogado Nereu Ramos com um cliente de Jaguaruna, de 1º de setembro de 1916, tratando de um litígio sobre posse de terras.

Foi deputado da Assembleia Legislativa de Santa Catarina na 7ª legislatura (1910 — 1912) e na 10ª legislatura (1919 — 1921).

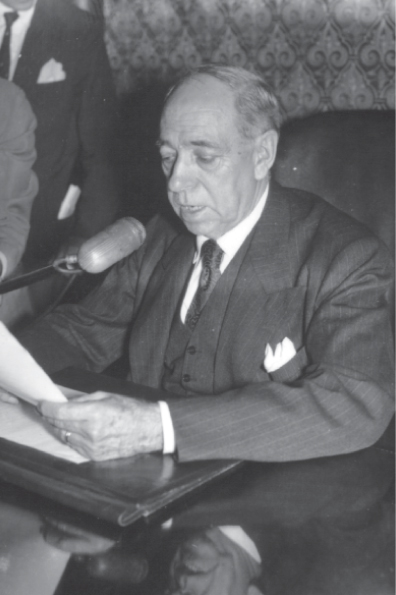
Nereu Ramos.

Em 1927 foi fundador e primeiro presidente do Partido Liberal Catarinense. Em 1930 foi eleito deputado federal, mas com o fechamento do congresso teve seu mandato extinto. Apoiou a Revolução Constitucionalista de 1932 e em 1933 foi eleito deputado constituinte com a maior votação de seu estado. Foi um dos 26 deputados integrantes da comissão encarregada de examinar o anteprojeto de constituição preparado pelo Governo Provisório da Revolução de 1930. Nas eleições estaduais de 1934, foi eleito deputado federal novamente com a maior votação do estado de Santa Catarina.
Em 1935 foi eleito governador, sendo nomeado interventor em 1937, permanecendo neste cargo até 1945. Foi eleito em 1946 simultaneamente deputado federal e senador pelo PSD. Eleito novamente deputado federal para a 39ª legislatura (1951 — 1955), foi presidente da Câmara de Deputados em 1951, sendo vice-presidente do Senado em 1955.

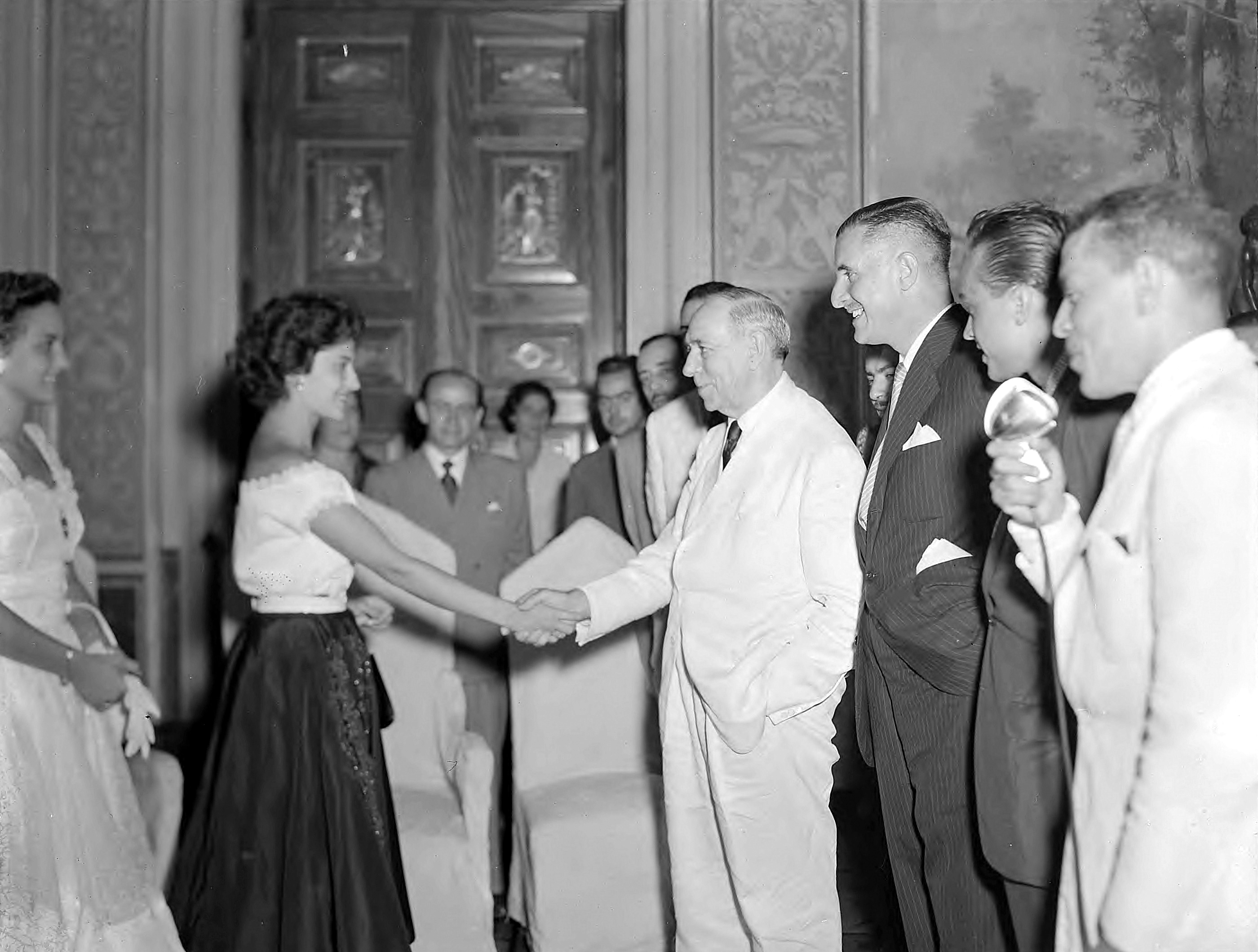
Presidente Nereu Ramos recebe Terezinha Morango.

Como 1º vice-presidente do Senado Federal, de acordo com a Constituição vigente na época, era o terceiro na linha de sucessão constitucional da Presidência da República. Em 11 de novembro de 1955, assumiu a Presidência do Brasil em virtude da ocorrência de três fatos históricos: o suicídio do titular, Getúlio Vargas, ocorrido em 24 de agosto de 1954; o pedido de licença por motivos de saúde do presidente Café Filho (sucessor de Getúlio, que sofre posterior impeachment, já no governo Nereu Ramos), ocorrido em 8 de novembro de 1955; e o impeachment do presidente Carlos Luz, liderado pelo General Henrique Lott, no Movimento de 11 de Novembro.
Coube a Nereu Ramos, em sua breve passagem pela presidência do Brasil, de 11 de novembro de 1955 a 31 de janeiro de 1956, sob estado de sítio, completar o quinquênio presidencial.
A crise política em que mergulhara o país, após o suicídio de Getúlio Vargas, projetou a figura do Ministro da Guerra Henrique Lott, por ter assegurado tanto a posse de Juscelino Kubitschek e de João Goulart, eleitos em 1955, como a continuidade democrática. Com a posse de Juscelino Kubitschek, Nereu assumiu o Ministério da Justiça. Em 1957 voltou ao Senado, demitindo-se do ministério.
A 17 de maio de 1958 foi agraciado com a Grã-Cruz da Ordem Militar de Cristo de Portugal.

Nereu de Oliveira Ramos sanciona lei que cria a Faculdade de Medicina de Porto Alegre

Faleceu em 16 de junho de 1958, em desastre aéreo. O avião, um Convair CV-440 de matrícula PP-CEP da Cruzeiro do Sul, procedente de Florianópolis, acidentou-se durante o pouso em São José dos Pinhais, vitimando dezoito passageiros. Também faleceram no acidente os políticos catarinenses Jorge Lacerda, governador de Santa Catarina na ocasião, e Leoberto Leal, então deputado federal por Santa Catarina.
Foi sepultado no Rio de Janeiro. Seus restos mortais foram depois transladados para Lages, sua cidade natal, sendo resguardados no Memorial Nereu Ramos, juntamente com um acervo de documentos e fotografias, e também partes do avião acidentado.

Posse de Juscelino Kubitschek como Presidente da República e de João Goulart como Vice-Presidente, 1956. Arquivo Nacional.

## Ministros
- Aeronáutica: Vasco Alves Seco
- Agricultura: Eduardo Catalão
- Educação e Cultura: Cândido Mota Filho, Abgar de Castro Araújo Renault
- Fazenda: Mário Leopoldo Pereira da Câmara
- Guerra: Henrique Batista Duffles Teixeira Lott
- Justiça e Negócios Interiores: Francisco de Meneses Pimentel
- Marinha: Antônio Alves Câmara Júnior
- Relações Exteriores: José Carlos de Macedo Soares
- Saúde: Maurício Campos de Medeiros
- Trabalho, Indústria e Comércio: Nélson Backer Omegna
- Viação e Obras Públicas: Lucas Lopes

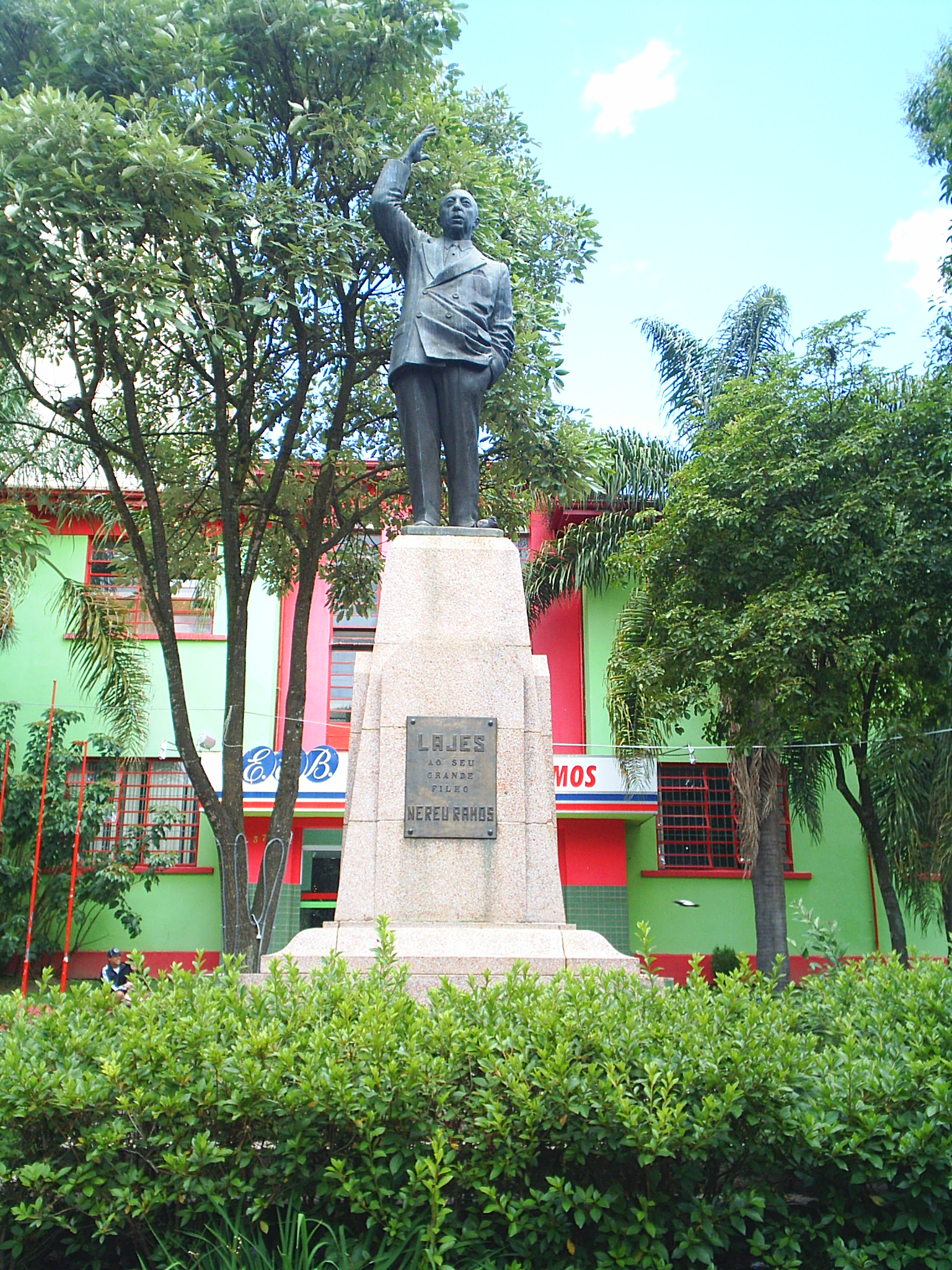
Estátua de Nereu Ramos, no centro de Lages.

## Ver também

Enterro de Nereu de Oliveira Ramos